# Équipe des Pays-Bas de football à la Coupe du monde 1934
L'équipe des Pays-Bas de football participe à sa première Coupe du monde de football lors de l'édition 1934 qui se tient dans le royaume d'Italie du 27 mai 1934 au 10 juin 1934.
Portées par l'enthousiasme et le succès de la première édition de 1930, trente-deux équipes s'inscrivent et doivent disputer une phase qualificative. Les seize nations qualifiées qui en sont issus, dont les Pays-Bas, jouent la phase finale.
L'équipe des Pays-Bas se fait éliminer dès le premier tour par la Suisse.

## Phase qualificative, matchs amicaux

### Phase qualificative

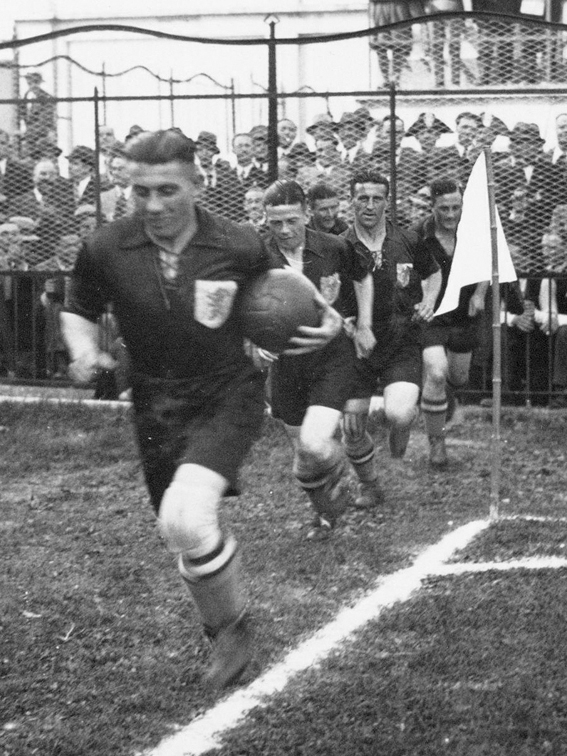
Entrée des joueurs néerlandais sur le terrain (Suisse - Pays-Bas).

Les Pays-Bas, la Belgique et l'Irlande se disputent les deux places qualificatives du groupe 7. Chaque nation rencontre une fois les deux autres équipes.
Les Pays-Bas rencontrent l'Irlande pour son premier match, le 8 avril 1934 au stade olympique d'Amsterdam. L'équipe ouvre le score dans les cinq dernières minutes de la première mi-temps et concède l'égalisation à 1-1 au cours de cette même période. L'Irlande inscrit un second but à l'heure de jeu puis la Hollande inscrit quatre buts et s'impose sur un score final de 5-2.
Le second match se tient le 29 avril 1934 contre la Belgique au Bosuilstadion d'Anvers. La première mi-temps se solde sur un résultat de 0-0 puis la Hollande concède l'ouverture du score. L'équipe inscrit trois buts en quatre minutes (60e, 62e et 64e) et mène 3-1. Les deux adversaires marquent encore une fois et les Pays-Bas s'imposent quatre buts à deux.
Les Néerlandais terminent premiers de leur groupe et se qualifient avec la Belgique pour la Coupe du monde en Italie. Les neuf buts inscrits lors de la phase qualificative le sont par trois joueurs : Bep Bakhuys (4 buts), Kick Smit (3 buts) et Leen Vente (2 buts). Les trois joueurs marquent au moins un but lors de chacune des deux rencontres.
| Rang | Équipe               | Pts | J | G | N | P | Bp | Bc | Diff |  | Résultats (▼ dom., ► ext.) |     |     |     |
| ---- | -------------------- | --- | - | - | - | - | -- | -- | ---- |  | -------------------------- | --- | --- | --- |
| 1    | Pays-Bas             | 4   | 2 | 2 | 0 | 0 | 9  | 4  | +5   |  | Pays-Bas                   |     |     | 5-2 |
| 2    | Belgique             | 1   | 2 | 0 | 1 | 1 | 6  | 8  | -2   |  | Belgique                   | 2-4 |     |     |
| 3    | État libre d'Irlande | 1   | 2 | 0 | 1 | 1 | 6  | 9  | -3   |  | État libre d'Irlande       |     | 4-4 |     |

### Matchs amicaux
Les Pays-Bas affrontent la France le 10 mai 1934 au stade olympique d'Amsterdam. Le score à la mi-temps est de 4-4 et les Français s'imposent 5-4. Les buts néerlandais sont de nouveaux marqués par Kick Smit, Leen Vente et Bep Bakhuys qui réalise un doublé. Les buts français sont inscrits par Joseph Alcazar, Fritz Keller et Jean Nicolas qui réalise un triplé.

## Phase finale
L'équipe des Pays-Bas, désignée tête de série, affronte la Suisse en huitièmes de finale le 27 mai 1934 au stade San Siro à Milan. La Suisse mène par 1-0, puis 2-1 et accentue l'écart à 3-1 pour un score final de 3-2 en faveur de la Suisse. La Hollande court après le résultat pendant la majorité du match et n'est pas une seule seconde en position de qualifiable pour les quarts de finale puisqu'elle ne mène jamais au tableau d'affichage. Ses scores les plus favorables sont 0-0 du coup d'envoi à la 7e minute puis 1-1 de la 19e à la 29e.

## Bilan
L'équipe néerlandaise se classe neuvième sur seize à égalité avec l'équipe française et l'équipe argentine. La Suisse, qui l'élimine, est sortie le tour suivant par la Tchécoslovaquie et se classe septième.
Les attaquants Kick Smit et Leen Vente font partie des quarante-six joueurs à inscrire au moins un but lors de la Coupe du monde.

## Effectif
Le sélectionneur néerlandais durant la Coupe du monde est Bob Glendenning. Il commande un groupe de vingt-deux joueurs qui se compose de trois gardiens de but, trois défenseurs, cinq milieux de terrain et onze attaquants.
| Nom                | Nom                  | Club                | Date de naissance | J.              | Buts            |                 |                 |                 |
| Gardiens de but    | Gardiens de but      | Gardiens de but     | Gardiens de but   | Gardiens de but | Gardiens de but | Gardiens de but | Gardiens de but | Gardiens de but |
| ------------------ | -------------------- | ------------------- | ----------------- | --------------- | --------------- | --------------- | --------------- | --------------- |
|                    | Leo Halle            | Go Ahead Eagles     | 26.01.1906        | 0               | 0               | -               | -               | -               |
|                    | Gejus van der Meulen | HFC Haarlem         | 23.01.1903        | 1               | 0               | -               | -               | -               |
|                    | Adri van Male        | Feyenoord Rotterdam | 07.10.1910        | 0               | 0               | -               | -               | -               |
| Défenseurs         |                      |                     |                   |                 |                 |                 |                 |                 |
|                    | Jan van Diepenbeek   | Ajax Amsterdam      | 05.08.1903        | 0               | 0               | -               | -               | -               |
|                    | Sjef van Run         | PSV Eindhoven       | 12.01.1904        | 1               | 0               | -               | -               | -               |
|                    | Mauk Weber           | ADO '20             | 13.03.1914        | 1               | 0               | -               | -               | -               |
| Milieux de terrain |                      |                     |                   |                 |                 |                 |                 |                 |
|                    | Bas Paauwe           | Feyenoord Rotterdam | 04.10.1911        | 0               | 0               | -               | -               | -               |
|                    | Henk Pellikaan       | TSV LONGA           | 10.11.1910        | 1               | 0               | -               | -               | -               |
|                    | Puck van Heel        | Feyenoord Rotterdam | 21.01.1904        | 1               | 0               | -               | -               | -               |
|                    | Toon Oprinsen        | NAC Breda           | 25.11.1910        | 0               | 0               | -               | -               | -               |
|                    | Wim Anderiesen       | Ajax Amsterdam      | 27.11.1903        | 1               | 0               | -               | -               | -               |
| Attaquants         |                      |                     |                   |                 |                 |                 |                 |                 |
|                    | Bep Bakhuys          | FC Zwolle           | 16.04.1909        | 1               | 0               | -               | -               | -               |
|                    | Jan Graafland        |                     | 16.04.1909        | 0               | 0               | -               | -               | -               |
|                    | Wim Lagendaal        |                     | 13.04.1909        | 0               | 0               | -               | -               | -               |
|                    | Kees Mijnders        | Dordrechtse FC      | 28.09.1912        | 0               | 0               | -               | -               | -               |
|                    | Jaap Mol             | Kooger FC           | 03.02.1912        | 0               | 0               | -               | -               | -               |
|                    | Arend Schoemaker     |                     | 08.11.1911        | 0               | 0               | -               | -               | -               |
|                    | Kick Smit            | HFC Haarlem         | 03.11.1911        | 1               | 1               | -               | -               | -               |
|                    | Joop van Nellen      | DSV Concordia       | 15.03.1910        | 1               | 0               | -               | -               | -               |
|                    | Leen Vente           | Feyenoord Rotterdam | 14.05.1911        | 1               | 1               | -               | -               | -               |
|                    | Manus Vrauwdeunt     |                     | 29.04.1914        | 0               | 0               | -               | -               | -               |
|                    | Frank Wels           | GVV Unitas          | 21.02.1909        | 1               | 0               | -               | -               | -               |
| Sélectionneur      |                      |                     |                   |                 |                 |                 |                 |                 |
|                    | Bob Glendenning      |                     |                   |                 |                 |                 |                 |                 |

## Navigation